# Moisés León
Moisés León (Cusco, 1871 - Perú, ?) fue un abogado, juez y  político peruano. 
Fue profesor de filosofía, economía política, constitución y leyes orgánicas en el Colegio Nacional de Ciencias y Artes del Cusco. También formó parte del directorio de la Sociedad de Beneficencia Pública del Cusco. Fue elegido senador por el departamento del Cusco entre 1906 y 1908 durante los gobiernos de José Pardo y Barreda y el primero de Augusto B. Leguía. Posteriormente fue elegido diputado por la provincia de Quispicanchi en 1913 durante los gobiernos de Guillermo Billinghurst, Oscar R. Benavides y el segundo de José Pardo y Barreda.